# Słubica Dobra
Słubica Dobra – wieś w Polsce położona w województwie mazowieckim, w powiecie grodziskim, w gminie Żabia Wola.
Wieś Słubica Dobra wchodzi w skład sołectwa Słubica B.
W latach 1975–1998 miejscowość administracyjnie należała do województwa skierniewickiego.